# السمارة (الدقهلية)
قرية السمارة هي إحدى القرى التابعة لمركز تمي الأمديد في محافظة الدقهلية في جمهورية مصر العربية. حسب إحصاءات سنة 2006، بلغ إجمالي السكان في السمارة 9220 نسمة، منهم 4605 رجل و4615 امرأة.

## التاريخ
قرية السمارة من القرى القديمة، واسمها الأصلي وقت الفتح الإسلامي لمصر بسمايوم (بالإنجليزية: Psamaom)‏، وقد وردت باسم سمايول في أعمال الدقهلية ضمن قرى الروك الصلاحي التي أحصاها ابن مماتي في كتاب قوانين الدواوين، كما وردت باسم السمارية في أعمال الدقهلية والمرتاحية ضمن قرى الروك الناصري التي أحصاها ابن الجيعان في كتاب «التحفة السنية بأسماء البلاد المصرية». وفي العصر العثماني كان اسمها في تربيع سنة 933هـ/1527م الذي أجراه الوالي العثماني سليمان باشا الخادم في عصر السلطان العثماني سليمان القانوني السمارية ضمن قرى ولاية الدقهلية، وفي تاريخ 1228هـ/1813م الذي عدّ قرى مصر بعد المسح الذي قام به محمد علي باشا باسم السمارة ضمن قرى مديرية الدقهلية.